# Anne-Marie Caffort Ernst
Pour les articles homonymes, voir Caffort et Ernst.
Anne-Marie Caffort Ernst est une peintre française, l'une des rares artistes femmes de la Nouvelle École de Paris, née à Toulouse le 7 février 1927 et décédée à Paris le 12 février 2014.

## Parcours
En 1931, elle entre à la pension Bertrand à Toulouse et y reste jusqu’à l’âge de 18 ans. Parallèlement elle suit des cours de dessin.
Elle monte à Paris en 1945 pour apprendre le métier d'illustratrice. À l'Académie Julian, elle se forme à la gravure avec Boris Taslitzky puis fréquente les académies Libres de Montparnasse : ateliers d’Yves Brayer, d’André Lhote, l’Académie de la Grande Chaumière. Sa rencontre avec Fernand Léger, qui sera son maître de 1949 à 1953, va transformer son existence. Elle fait sienne la notion d’engagement de l’artiste face à son œuvre. En 1950, elle fait la connaissance à Carcassonne du poète Joë Bousquet avec qui elle entretiendra une correspondance. Il l’initie à la révélation métaphysique de l’art, l'encourage et la soutient dans ses projets. En 1951, elle découvre l'œuvre de Pierre Teilhard de Chardin qui oriente profondément sa vie et sa création. En 1956 elle travaille avec Guy de Cointet (1934-1983) avec qui elle réalise un livre pour enfant, Éveil au Monde. Des années 1970 à 1995, elle partage son temps entre l'enseignement du dessin et de la peinture et la réalisation d'une œuvre lyrique, abstraite, marquée par une conception métaphysique et cosmique du christianisme. 
Par ailleurs, elle a été une amie proche de Banine.

## Œuvres (sélection)
- 1962 : Grande fresque de l'entrée de la Maison de la Radio à Tananarive.
- 1963 : Éclatement de pierre, Les forces s'élancent.
- 1967 : Sidéral II, La vie cosmique.
- 1973 : La Parousie.
- 1979 : Germinantion.
- 1980 : Hymne à l'univers.
- 1981 : L'attracteur ou la spirale bleue.
- 1984 : Le ballet bleu.
- 1985 : Expansion, Le dormeur au pied du Sorbier.
- 1999 : Le murmure océanique.

## Expositions
- 1950 : « Paris-Le Maroc », œuvres réalisées lors d'un voyage d'étude dans le cadre d'une bourse accordée aux élèves de Fernand Léger, Pavillon de la Mamounia à Marrakech du 11 au 20 avril, du 20 au 30 mai à la Galerie du Livre à Casablanca et en octobre à Toulouse.
- 1981 : expose du 16 au 18 septembre, 10 œuvres (fresques) à l’UNESCO lors du Colloque International pour le Centenaire de la naissance de Pierre Teilhard de Chardin.
- 1982 : expose du 11 février au 14 mars à la mairie du 5e dans le cadre du centenaire de Pierre Teilhard de Chardin « Hymne à l’Univers ».
- 1997 : expose à la Galerie Lee, rue Visconti à Paris avec Raffy Sarkissian (12 images réalisées entre 1984 et 1994).
- 2005 : expose à la mairie du 5e du 17-30 mars et présente « La Messe sur le Monde » dans le chœur de l’église de Montferrand, du 8 au 11 mai

## Publications
- Éveil au Monde, avec Guy de Cointet, Paris, 1956.
- Le Christ universel et l'évolution selon Teilhard de Chardin, avec Ina Bergeron, Paris, Cerf, 1986.